# Saint-Lumier-en-Champagne
Saint-Lumier-en-Champagne  là một xã thuộc tỉnh Marne trong vùng Grand Est đông nam nước Pháp. Xã này nằm ở khu vực có độ cao trung bình 117 mét trên mực nước biển.